# Harald Drewsen
Harald Drewsen (født 21. maj 1836 i København, død 3. september 1878 på Frederiksberg) var en dansk historicistisk arkitekt. Han var søn af konferensråd Adolph Drewsen og bror til Viggo Drewsen. 
Drewsen gennemgik Kunstakademiet, fik afgangsbevis 1866, blev senere bygningsinspektør for Frederiksberg by og Sogn og døde 1878. 1869 var han på studierejse i Italien og Grækenland understøttet af Akademiet. I 1874 ægtede han Ingeborg Lind (1841-1924), datter af justitsråd, kontorchef C.B.W. Lind og Louise, født Collin.
Blandt hans arbejder kan foruden restaureringen af Slagelse Kirke nævnes: den Hambroske Bade- og Vaskeanstalt i Pilestræde, kommuneskolen på Niels Ebbesens Vej, kapellet på Fasanvejens Kirkegård, stiftsforvalterboligen på Vallø, prof. Andreas Aagesens villa (Ryesgade 46) samt flere villaer i Rosenvænget. Drewsen yndede at anvende murstensmotiver, som han behandlede med megen smag og dygtighed.
Han er begravet på Garnisons Kirkegård.

## Værker
- Villa til A.L. Drewsen, A.L. Drewsens Vej 2, Rosenvænget, Østerbro, København (1862)
- Restaurering af Sankt Mikkels Kirke, Slagelse (1873-76)
- Villa, Rosenvængets Hovedvej 6, Rosenvænget, Østerbro (1875)
- Hambros Badeanstalt i Pilestræde ved Trinitatis Kirke, København (1876-77)
- Kommuneskole på Niels Ebbesens Vej 10, Frederiksberg (1876-77, ombygget)
- Søndre Kapel på Fasanvejens Kirkegård, Frederiksberg (1877-78)
- Professor Andreas Aagesens villa, (Ryesgade 46, København (nedrevet)
- Ny stiftsforvalterbolig, Vallø Slot

Tegninger:
- Bl.a. S. Pietro Martire i Verona (akvarel, 1869, Samlingen af Arkitekturtegninger, Danmarks Kunstbibliotek)